# Funkiella tenella
Funkiella tenella är en orkidéart som först beskrevs av Louis Otho Otto Williams, och fick sitt nu gällande namn av Dariusz Lucjan Szlachetko. Funkiella tenella ingår i släktet Funkiella och familjen orkidéer. Inga underarter finns listade i Catalogue of Life.